# Stare Žage

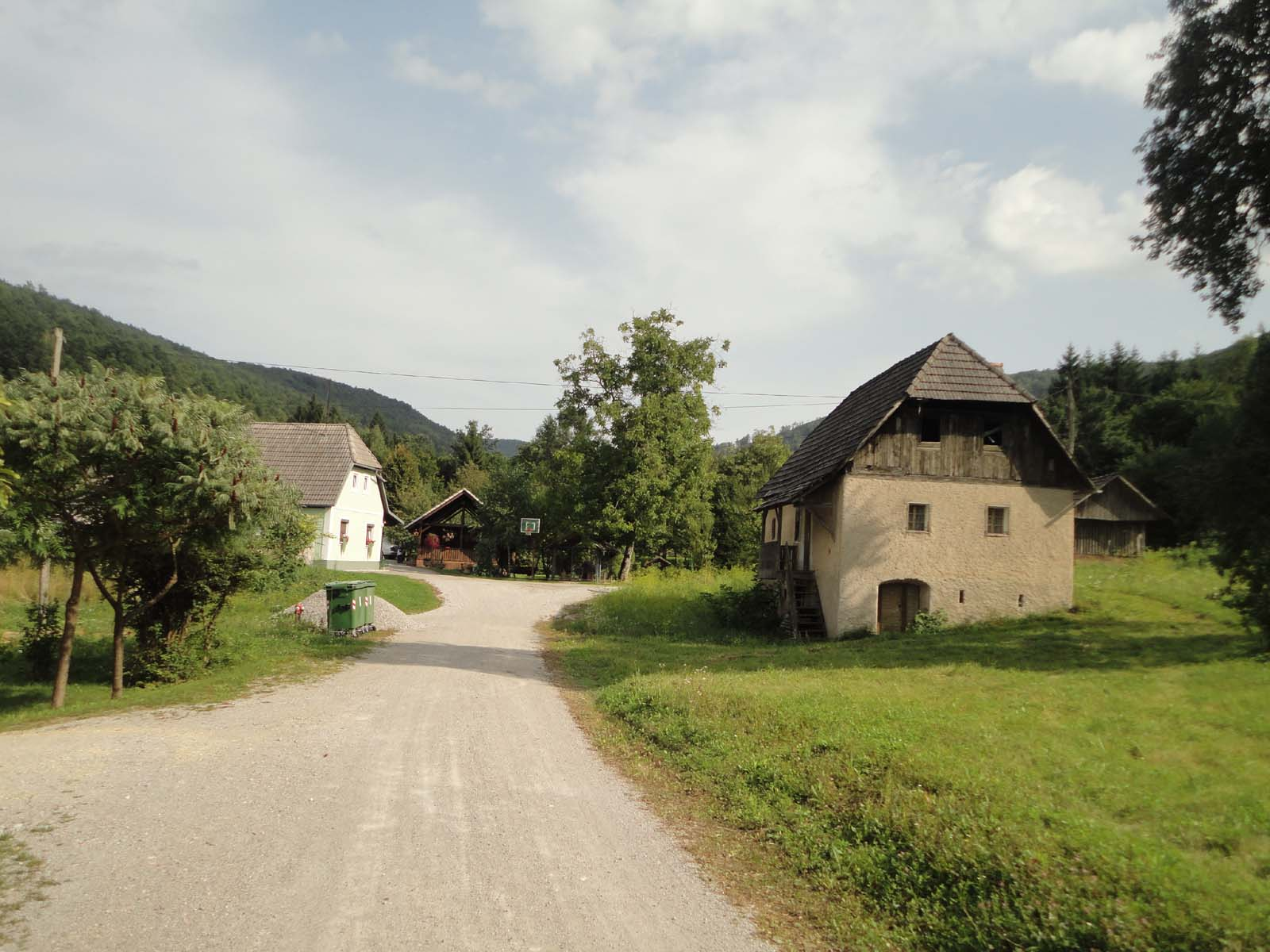
Gottscheer-Haus in Stare Žage

Stare Žage (früher auch Stara žaga deutsch: Altsaagl, Altsag, Altsack, Gottscheerisch: Autshug oder Aotschock) ist eine Siedlung in der slowenischen Gemeinde Dolenjske Toplice im Südosten des Landes.
Der Ort liegt südlich von Občice an der Črmošnjica (deutsch Tschermoschnitzer Bach). Er gehörte ursprünglich zur Gemeinde Pöllandl (Kočevske Poljane) und damit zum Gottscheer Land. Die Gegend ist Teil der historischen Region Unterkrain und gehört heute zur Region Jugovzhodna Slovenija (Südost-Slowenien).
Die Ortskirche St. Michael vom Anfang des 18. Jahrhunderts ist heute eine Ruine.

## Name
Der slowenische Name Stare Žage ist semantisch identisch mit dem deutschen Namen Altsag. Beide bedeuten „alte Säge(n)“ und sind von „Säge“ abgeleitet, was sich auf die vielen Sägewerke bezieht, die es früher im Dorf gab.

## Geschichte
Stare Žage war ein deutschsprachiges Dorf im Gottscheer Land. Im Grundbuch von 1574 bestand es aus einem ganzen Hof, der in zwei Halbhöfe unterteilt war, und hatte zwischen 5 und 10 Einwohner. Vor dem Zweiten Weltkrieg hatte das Dorf 17 Häuser und 98 Einwohner. Es gab 17 mit Wasserkraft betriebene Sägewerke im Dorf und neun Mühlen im Dorf. Nach dem Krieg gab es nur noch ein Sägewerk und eine Mühle, die beide nicht mehr funktionierten.  Der Großteil der Bevölkerung wurde im Herbst 1941 vertrieben. Im Jahr 1942 brannten die italienischen Truppen die meisten Häuser und anderen Gebäude des Dorfes nieder. Von 1943 bis 1945 waren in einigen der Häuser Partisanenwerkstätten untergebracht, außerdem gab es Lager für medizinische Hilfsgüter und ein kleines Elektrizitätswerk. Nach dem Krieg wurde ein Großteil des architektonischen Erbes des Dorfes absichtlich zerstört und mit Fichten bepflanzt. Nur ein deutschsprachiger Bauer aus der Gottschee blieb im Dorf, die anderen Bewohner waren Arbeiter, die sich nach dem Krieg dort niedergelassen hatten und in den nahe gelegenen Städten beschäftigt waren.